# Patrick Rupar
Patrick Rupar (geb. 1982 in Freudenstadt im Schwarzwald) ist ein deutscher Schauspieler.

## Leben
Rupar, der Sohn eines US-Amerikaners und einer Deutschen lebte zunächst in der Nähe von Frankfurt am Main. Nach seinem Schulabschluss studierte er bis 2008 an der Universität der Künste Berlin. Danach hatte er erste Auftritte bei den Bad Hersfelder Festspielen und am Theater Oberhausen.
Sein erstes Festengagement hatte Rupar von 2010 bis 2015 am Anhaltischen Theater Dessau. Von 2015 bis 2017 arbeitete er als freischaffender Künstler, bspw. am Kleinen Theater am Südwestkorso in Berlin und auch weiterhin in Dessau. Seit der Spielzeit 2017/18 ist er im Ensemble des Theaters Augsburg.

## Bühne (Auswahl)
- 2012–2013: Der Turm | Anhaltisches Theater Dessau | Regie: Lukas Langhoff
- 2012–2013: Moby Dick | Anhaltisches Theater Dessau | Regie: Matthias Huhn
- 2012–2013: Der Kirschgarten | Anhaltisches Theater Dessau | Regie: Niklas Ritter
- 2013: Der fliegende Mensch – eine Junkers-Saga | Anhaltisches Theater Dessau/Bauhaus Dessau | Regie: Andrea Moses
- 2013–2014: Iphigenie auf Tauris | Anhaltisches Theater Dessau | Regie: André Bücker
- 2015–2016: Sugar–Manche mögens heiß | Anhaltischen Theater Dessau | Regie: Johannes Weigand
- 2016: Martin ante Portas | Andreas Hillger | Anhaltischen Theater Dessau und Theater Provinz Kosmos | Regie: David Ortmann
- 2016–2017: Walk of Fame | Anhaltisches Theater Dessau | Regie: Jana Eimer
- 2017: paradies fluten (verirrte Sinfonie) | Theater Augsburg | Regie: Nicole Schneiderbauer
- 2017: Martin Luther & Thomas Münzer oder Die Einführung der Buchhaltung | Theater Augsburg | Regie: Maik Priebe